# Persib Bandung
Persib Bandung is een Indonesische voetbalclub uit de stad Bandung, West-Java. De club werd in 1919 opgericht en was in 1995 de allereerste landskampioen van Indonesië toen de professionele competitie werd opgezet.

## Bekende (Oud-)spelers
- Geoffrey Castillion
- Carlton Cole
- Sergio van Dijk
- Michael Essien
- Marcos Flores
- Cristian Gonzáles
- Nick Kuipers
- Kevin van Kippersluis
- Marc Klok
- Raphael Maitimo
- Shohei Matsunaga
- Ezechiel Ndouassel
- Farshad Noor
- Satoshi Otomo
- Ezra Walian

## Bekende (Oud-)Trainers
- Robert Alberts
- Luis Milla

## Erelijst
| Indonesische voetbalbond (PSSI)  |    |                                          |
| Indonesisch voetbalkampioenschap | 7× | 1937, 1961, 1986, 1990, 1994, 1995, 2014 |
| Presidentsbeker                  | 1× | 2015                                     |